# Утурунку
Утурунку (ісп. Uturuncu, кеч. Uturunku) — стратовулкан і найвища вершина південно-західної Болівії. На його схилах залишаються добре збережені потоки лави часів Плейстоцену, а зараз вулкан має лише фумарольну активність.
Репортаж журналістів ресурсу OurAmazingPlanet, створений з допомогою вулканологів з двох університетів США, відкриває цікаві подробиці аномального зростання гори Утурунку. Це, справді. одна з небагатьох вулканічних територій, що підіймаються так швидко. Диск діаметром близько 70 км щороку додає до своєї висоти 1-2 см протягом 20 років, протягом цього часу ведуться спостереження. Також потужними є темпи зростання обсягів магми під поверхнею землі в цьому районі (близько кубометру на секунду), що на порядок швидше, ніж у відомих вулканічних системах.
Вулканолог Шан де Сільва стверджує, що це не свідчить про близьке виверження вулкана, але зацікавлює з тієї точки зору, що цей регіон взагалі не вважається активним. Утурунку оточена великою кількістю супервулканів, які "замовкли" ще мільйон років тому. Востаннє ж сам Утурунку вивергався 300.000 років тому.
Журналісти ресурсу роблять припущення про можливість перетворення Утурунку на супервулкан, порівнюючи його з горою Сент-Геленс, відомою завдяки фільму-катастрофі 2012.
Однак учені жодних підтверджень щодо подібного розвитку подій не мають.
В кириличному сегменті internet в другій половині жовтня 2011 року з’явились повідомлення про пробудження цього вулкана. Жодні іншомовні джерела (пошук іспанською та англійською мовами) не підтверджує цієї (дез-)інформації.